# Carol Annable
Carol R. Annable (1960-1999) es un botánico estadounidense. Trabaja activamente en el "Catálogo de Pastos del Nuevo Mundo": nomenclatura, taxonomía, tipos, distribuciones de database. Reconocido agrostólogo especializándose en la subfamilia Chloridoideae. Y, es curador de Poaceae del "National Museum of Natural History" del Smithsonian Institution.
Ha realizado expediciones botánicas en Chihuahua y en estados del sur estadounidense.

## Algunas publicaciones
- p.m. Peterson, c.r. Annable. 2003. Blepharoneuron. En Barkworth et al. Flora of North America 25

- -----------------, ---------------. 1992. "A revision of Chaboissaea (Poaceae: Eragrostideae)." Madroño 39 (1): 8-30

- -----------------, ---------------. 1991. Systematics of the annual species of Muhlenbergia (Poaceae: Eragrostideae). Syst. Bot. Monographs 31:1-109

- -----------------, ---------------. 1990. A revision of Blepharoneuron (Poaceae: Eragrostideae). Syst. Bot. 15: 515-525

- -----------------, ---------------, v.r. Franceschi. 1989. Comparative leaf anatomy of the anual Muhlenbergia (Poaceae). Nordic J. of Botany 8 : 575-583
- La abreviatura «Annable» se emplea para indicar a Carol Annable como autoridad en la descripción y clasificación científica de los vegetales.[3]